# Lanzhou
Lanzhou (chinesisch 蘭州市 / 兰州市, Pinyin Lánzhōu Shì) ist die Hauptstadt der Provinz Gansu im Nordwesten der Volksrepublik China. Lanzhou liegt am Ufer des Gelben Flusses und ist ein wichtiges Verkehrszentrum und kulturelles Zentrum im Nordwesten Chinas. Aufgrund seiner einzigartigen geografischen Lage war Lanzhou eine bedeutende Stadt an der Seidenstraße und verband den Handel und den kulturellen Austausch zwischen dem chinesischen Inland und Xinjiang. Lanzhou ist nach Xi’an und Ürümqi die drittgrößte Stadt im Nordwesten Chinas. Hierbei gehört Xi’an nach Definition des chinesischen Statistikamts zur Megacity, während Lanzhou und Ürümqi noch zu den Großstädten zählen.

## Geschichte
Ursprünglich zum Qiang-Gebiet gehörend wurde Lanzhou im 6. Jahrhundert v. Chr. ein Teil des Königreichs Qin. Zu dieser Zeit war Lanzhou unter dem Namen Jincheng (Goldene Stadt) bekannt. Im Jahr 81 v. Chr. wurde Lanzhou in der Han-Dynastie (206 v. Chr.–220 n. Chr.) Hauptstadt des Gebietes (縣 / 县,  xiàn = (Land-)Kreis) und später der Präfektur (郡,  jùn = Kreis) Jincheng. Das Gebiet wurde in Yunwu (允吾,  yǔnwú) umbenannt.
Mindestens seit dem ersten Jahrtausend v. Chr. war die Stadt ein bedeutender Verbindungspunkt der historischen nördlichen Seidenstraße und ebenfalls ein wichtiger Ort zur Überquerung des Gelben Flusses. Sie war eine Art Grenzübergang zwischen dem chinesischen Kernland im Südosten und den Krieg führenden Stämmen im Norden und Westen. Zum Schutz der Stadt wurde die Chinesische Mauer bis zur Stadt Yumen erweitert.
Nach dem Untergang der Han-Dynastie wurde Lanzhou Hauptstadt verschiedener Nachfolgestaaten. Im 4. Jahrhundert wurde es kurz die Hauptstadt des unabhängigen Staates Frühere Liang. Die Nördliche Wei-Dynastie (386–534) stellte die Präfektur Jincheng unter dem Namen Zicheng wieder her. Unter der Sui-Dynastie (581–618) wurde die Stadt erstmals Hauptstadt der Präfektur Lanzhou 蘭州府 / 兰州府,  lánzhōufǔ, was sie unter der Tang-Dynastie (618–907) blieb. Im Jahre 763 wurde das Gebiet von Tibet eingenommen, konnte jedoch 843 von der Tang-Dynastie zurückerobert werden. Später fiel das Gebiet an die Tanguten, bevor es 1041 von der Song-Dynastie (960–1126) zurückerobert wurde. Der Name wurde zu dem Zeitpunkt wieder in Lanzhou geändert, und die Präfektur bekam den Namen Lanzhuan. Zwischen dem 5. und 11. Jahrhundert wurde die Region der heutigen Provinz Gansu zu einem Zentrum des Buddhismus. 1127 fiel Lanzhou an die Jin-Dynastie und ab 1235 gehörte die Stadt zum Gebiet der Mongolen. Unter der Ming-Dynastie (1368–1644) wurde die Präfektur auf den Status einer Region zurückgestuft und der Präfektur Lintao unterstellt. 1477 wurde der alte Status wiederhergestellt.
Ihren heutigen Namen erhielt die Stadt 1656 unter der Qing-Dynastie (1616–1911). 1666 wurde Lanzhou Hauptstadt der neu gegründeten eigenständigen Provinz Gansu. 1739 wurde der Sitz von Lintao nach Lanzhou verlagert, woraus sich später die übergeordnete Präfektur Lanzhou entwickelte.
Während des Dunganenaufstandes 1864–1875 erlitt die Stadt schwere Schäden. 1909 wurde mit der Zhongshan-Brücke (heutiger Name) die erste feste Brücke über den Gelben Fluss fertiggestellt. In den 1920 und 1930er Jahren wurde Lanzhou zu einem Zentrum des sowjetischen Einflusses im Nordwesten von China. Während des Zweiten Japanisch-Chinesischen Krieges (1937–1945) war Lanzhou der Endpunkt der 3200 km langen Autobahn, die für sowjetischen Lieferungen in die Region Xi’an genutzt wurde. Die Autobahn wurde bereits im Jahr 1935 fertiggestellt und blieb bis zum Bau der Bahnstrecke nach Ürümqi die wichtigste Verkehrsverbindung Nordwest-Chinas. Während des Kriegs war Lanzhou starken japanischen Bombenangriffen ausgesetzt.

## Geographie

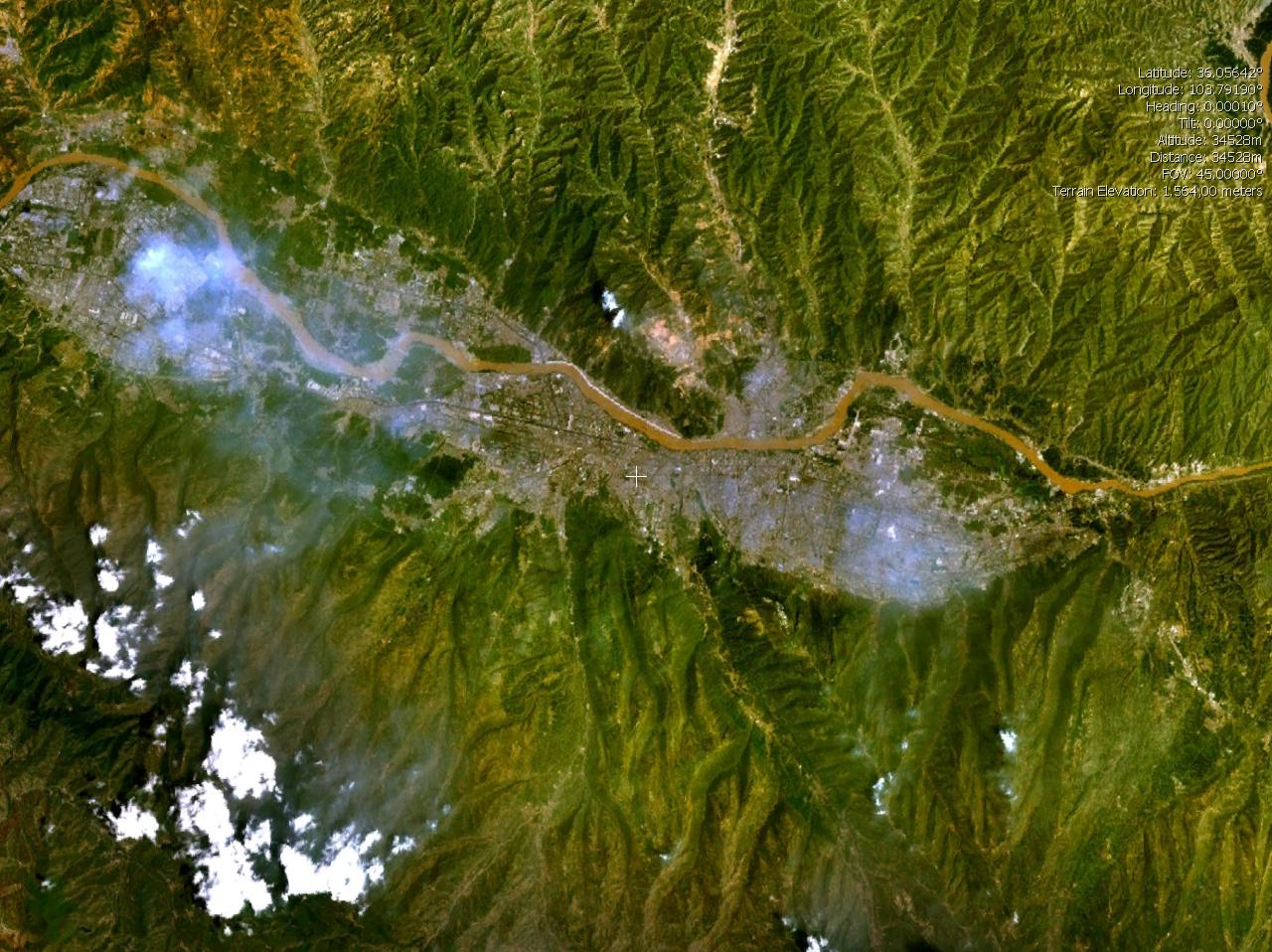
Satellitenbild von Lanzhou

Lanzhou liegt am Oberlauf des Gelben Flusses auf 1518 m. Sie ist die einzige Stadt Chinas, durch die der Gelbe Fluss mittendurch fließt und dies über eine Länge von 50 km. Die geringste Breite der Stadt beträgt 1 km. An dieser Stelle wird die Stadt an beiden Uferseiten von Bergen umgeben.
Als bezirksfreie Stadt umfasst ihr Verwaltungsgebiet neben fünf Stadtbezirken drei Kreise, insgesamt eine Fläche von 13.086 km². Ende 2004 hatte Lanzhou 3.753.600 Einwohner, davon 1.319.100 im Stadtbezirk Chengguan (城关区), der eigentlichen Innenstadt mit einer Fläche von 222 km² (Stand: 2018). Die Stadt ist von Lössbergen umgeben.

### Klima
|                       | Jan   | Feb  | Mär  | Apr  | Mai  | Jun  | Jul  | Aug  | Sep  | Okt  | Nov  | Dez  |   |      |
| Mittl. Tagesmax. (°C) | 1,5   | 5,4  | 12,1 | 19,2 | 23,9 | 27,1 | 29,0 | 27,9 | 22,0 | 16,6 | 8,9  | 2,3  | ⌀ | 16,4 |
| Mittl. Tagesmin. (°C) | −11,3 | −7,2 | −0,4 | 5,5  | 10,4 | 13,6 | 16,2 | 15,4 | 10,9 | 4,7  | −2,6 | −9,4 | ⌀ | 3,9  |
|                       |       |      |      |      |      |      |      |      |      |      |      |      |   |      |
| Niederschlag (mm)     | 1     | 2    | 9    | 19   | 38   | 37   | 57   | 76   | 46   | 24   | 5    | 1    | Σ | 315  |
|                       |       |      |      |      |      |      |      |      |      |      |      |      |   |      |
| Regentage (d)         | 2     | 3    | 4    | 6    | 8    | 9    | 12   | 11   | 11   | 7    | 2    | 1    | Σ | 76   |

| −11,3 |

| −7,2 |

| −0,4 |

| 5,5 |

| 10,4 |

| 13,6 |

| 16,2 |

| 15,4 |

| 10,9 |

| 4,7 |

| −2,6 |

| −9,4 |

| −11,3 |

| −7,2 |

| −0,4 |

| 5,5 |

| 10,4 |

| 13,6 |

| 16,2 |

| 15,4 |

| 10,9 |

| 4,7 |

| −2,6 |

| −9,4 |

## Administrative Gliederung
Auf Kreisebene setzt sich Lanzhou aus fünf Stadtbezirken und drei Kreisen zusammen:
| Karte        | Karte     | Karte    | Karte         | Karte                 | Karte        | Karte                        |
| ------------ | --------- | -------- | ------------- | --------------------- | ------------ | ---------------------------- |
|              |           |          |               |                       |              |                              |
| #            | Name      | chin.    | Pinyin        | Einwohner (Ende 2018) | Fläche (km²) | Bevölkerungsdichte (Ew./km²) |
| Stadtbezirke |           |          |               |                       |              |                              |
| 1            | Chengguan | 城关区   | Chéngguān Qū  | 1.319.100             | 222          | 5.942                        |
| 2            | Qilihe    | 七里河区 | Qīlǐhé Qū     | 577.700               | 420,5        | 1.374                        |
| 3            | Xigu      | 西固区   | Xīgù Qū       | 369.000               | 384          | 962                          |
| 4            | Anning    | 安宁区   | Ānníng Qū     | 284.800               | 86           | 3.315                        |
| 5            | Honggu    | 红古区   | Hónggǔ Qū     | 142.300               | 520          | 274                          |
| Kreise       |           |          |               |                       |              |                              |
| 6            | Yongdeng  | 永登县   | Yǒngdēng Xiàn | 348.700               | 5.652        | 62                           |
| 7            | Gaolan    | 皋兰县   | Gāolán Xiàn   | 109.500               | 2.556        | 43                           |
| 8            | Yuzhong   | 榆中县   | Yúzhōng Xiàn  | 446.300               | 3.246        | 137                          |

## Einwohnerentwicklung
| Datum | Einwohner |
| ----- | --------- |
| 1985  | 1.350.000 |
| 1986  | 1.390.000 |
| 2004  | 3.090.000 |
| 2008  | 3.310.100 |
| 2016  | 3.705.500 |

## Stadtbild

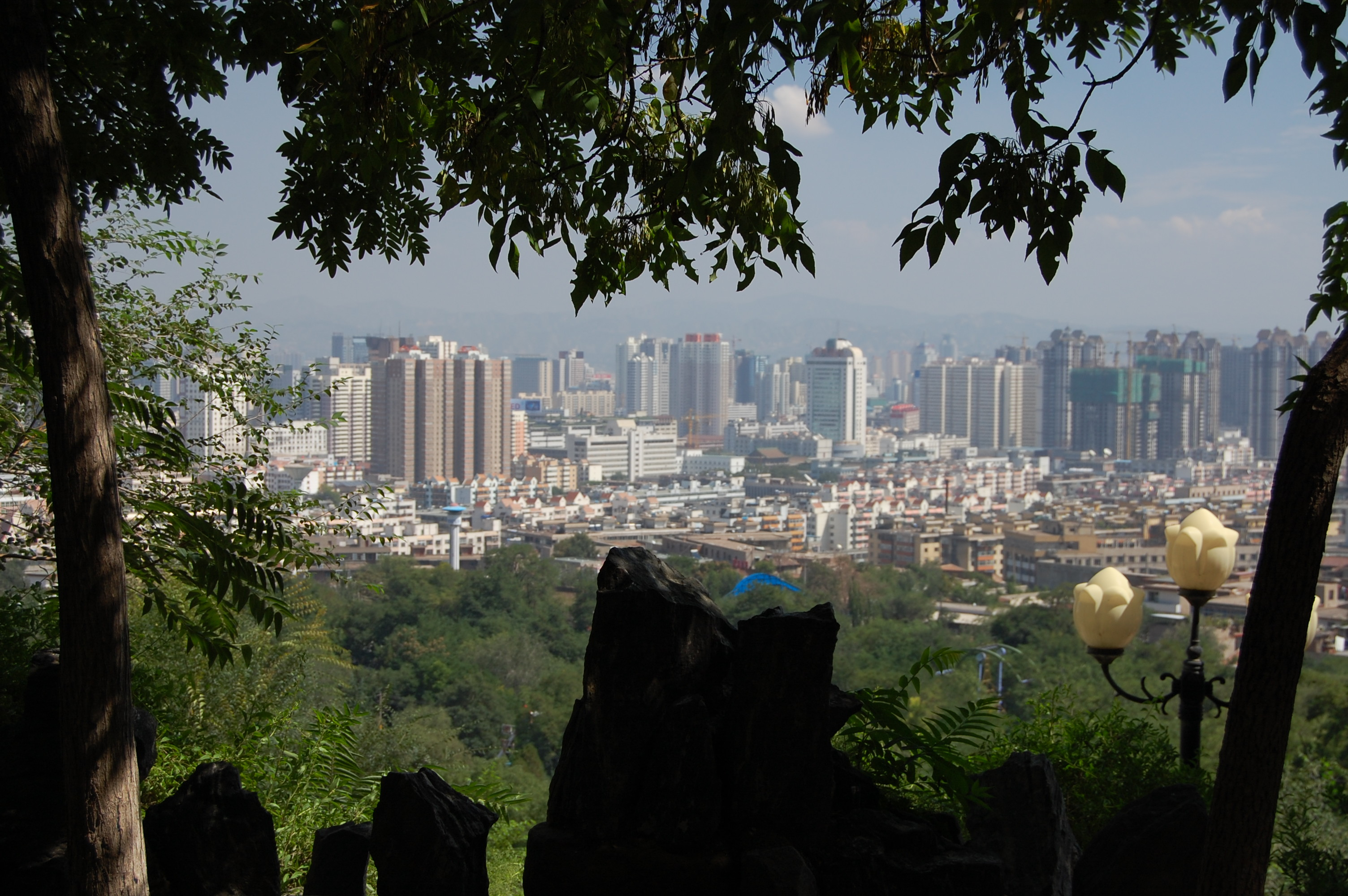
Blick auf Lanzhou

Lanzhou ist eine aufstrebende Stadt mit einer großen Zahl von Hochhäusern.
Das Stadtbild wird durch einige Moscheen und Tempelanlagen etwas aufgelockert, aber durch die vielen Plattenbauten und den allgegenwärtigen Staub, Schmutz und Smog wirkt Lanzhou trist. Einzelne Wege der Innenstadt bestehen aus festgetretener Erde.
Da beinahe ausschließlich mit Kohle geheizt wird, erreicht die Luftverschmutzung in der kalten Jahreszeit ihren Höhepunkt: Aufgrund der Kessellage sammeln sich die Abgase über der Stadt und halten den Himmel fast durchgehend grau. Um diesem Zustand ein Ende zu bereiten, werden in den umgebenden Bergen immer wieder Sprengungen durchgeführt, die ein Abziehen der Smogglocke ermöglichen sollen.
Lanzhou wurde 1998 vom World Resources Institute zur schmutzigsten Stadt der Erde gewählt. Auch heute ist Lanzhou eine der zehn am meisten mit Luftverschmutzung belasteten Städte der Erde (Stand 2008).

## Sehenswürdigkeiten

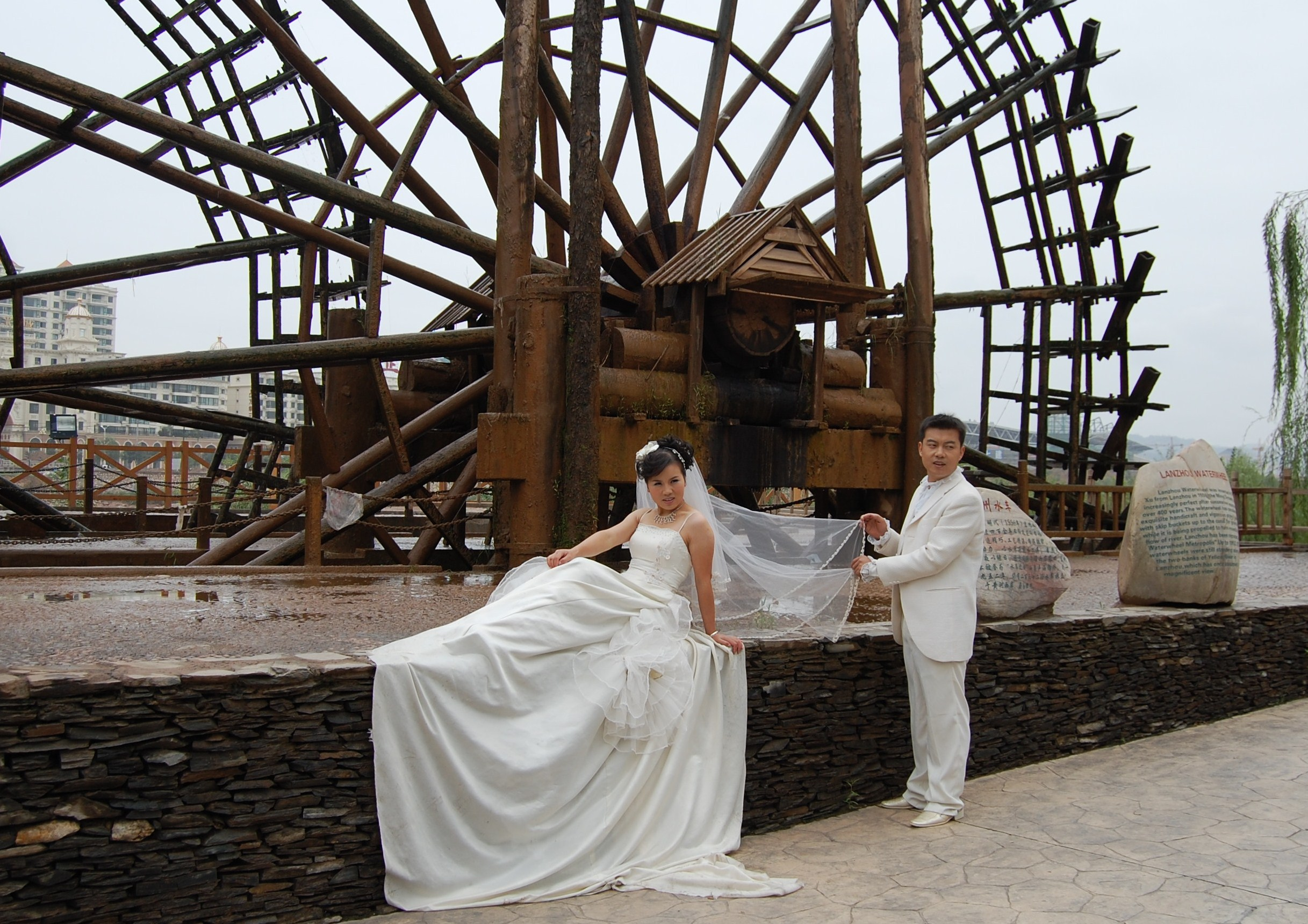
Wassermühlen-Park in Lanzhou - ideal für Hochzeitsfotos

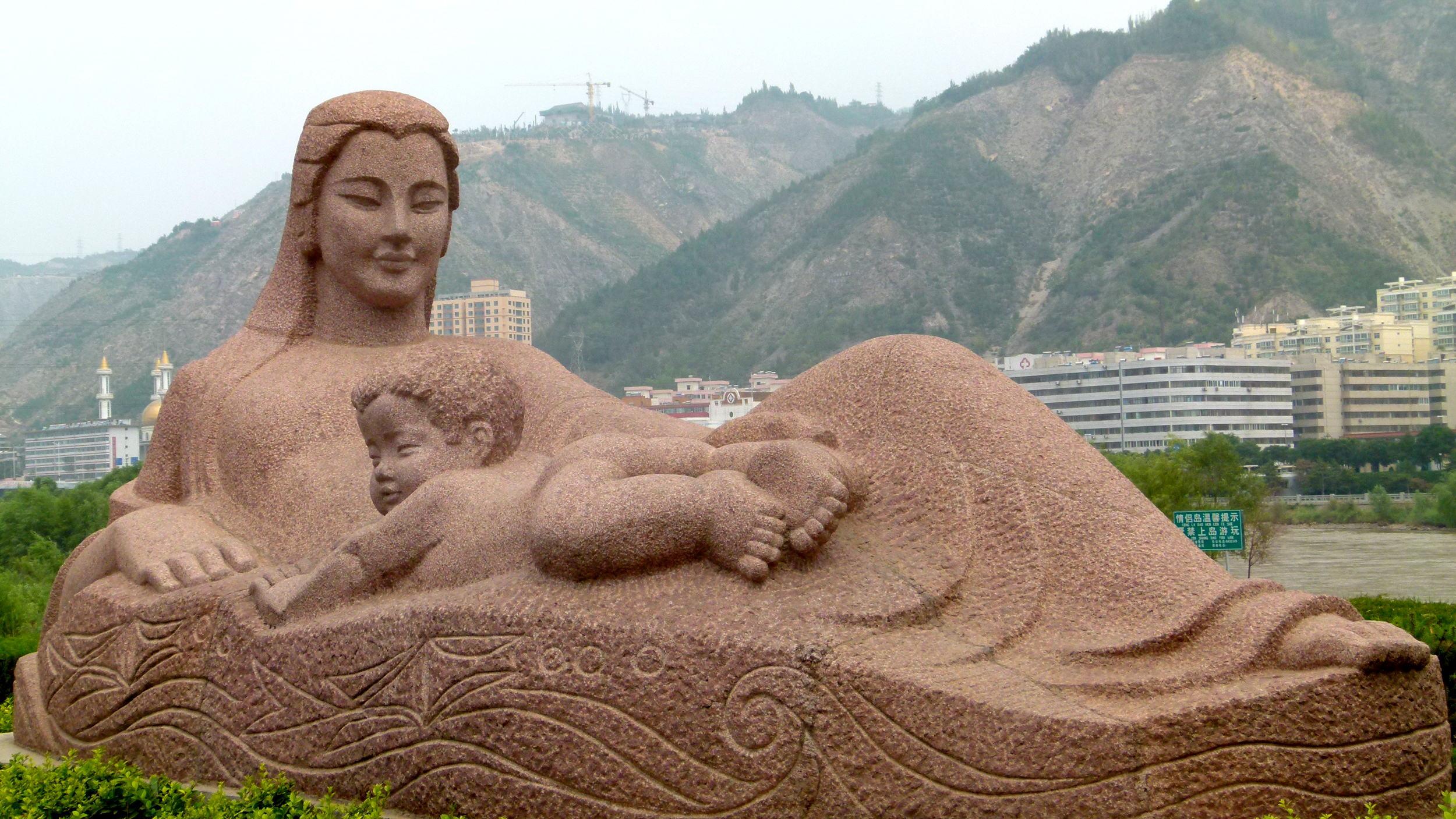
„Mutter des Gelben Flusses“ - Ein Wahrzeichen der Stadt

- Bingling Si, eine buddhistische Tempelanlage in Höhlen außerhalb der Stadt, erbaut größtenteils während der Tang-Dynastie (618–907)
- Provinzmuseum Gansu, ein kulturhistorisches Museum
- Das Erdbebenmuseum Lanzhou widmet sich verschiedenen Aspekten der Erdbebenkatastrophen der Region in der Vergangenheit
- „Park der weißen Pagode“ mit einer siebenstöckigen Pagode, die während der Yuan-Dynastie (1271–1368) erbaut wurde, liegt am Ufer des Huang He
- Der Wasserrad-Park informiert über die alten Bewässerungsinstrumente
- Das Denkmal der Mutter Huanghe (Mutter des Gelben Flusses)

## Bildung und Forschung
Die Lanzhou-Universität wurde 1909 gegründet und hat heute etwa 20.000 Studenten. Die Universität teilt sich in vier Campus auf. Davon befinden sich drei im Stadtzentrum, während der vierte im etwa 50 km entfernten Yuzhong angesiedelt ist. Die Universität gilt als eine der besten im Nordwesten Chinas. Sie bietet eines der besten Doktorandenprogramme Chinas in den Bereichen Physik, Chemie und Geographie. Auch die Programme in Biologie, Botanik, Mathematik, Geschichte, Medienwissenschaft, Ökologie und Chinesischer Literatur genießen einen guten Ruf.
Die Pädagogische Universität Nordwestchinas (Northwest Normal University) geht auf eine ältere Institution aus dem Jahr 1902 zurück.

## Verkehr
Luft

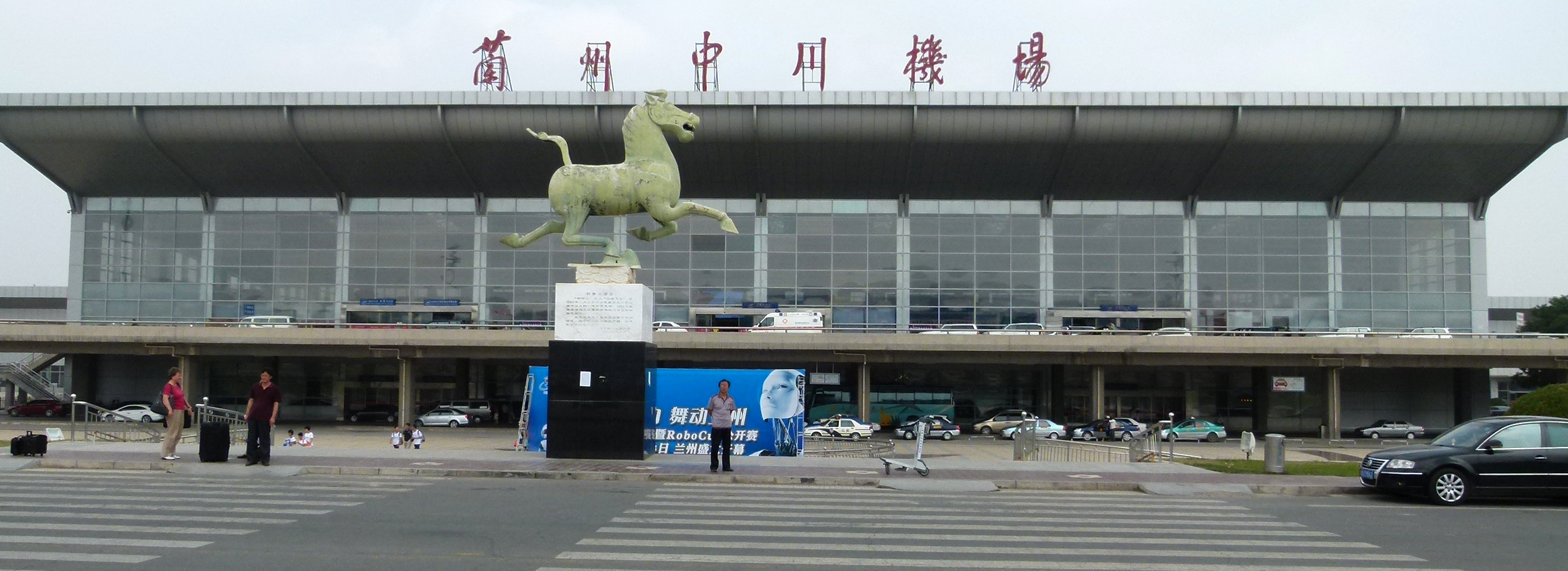
Flughafen Lanzhou

Der Flughafen Lanzhou Zhongchuan (IATA: ZGC, ICAO: ZLLL) liegt 73 Kilometer nördlich des Stadtzentrums. Er wurde 2001 eröffnet und ist ein wichtiges Drehkreuz für Gansu und ganz Westchina. Heute werden von Lanzhou aus 35 Ziele in China angeflogen.
Bahn
Es gibt Fernverkehrsverbindungen nach Peking, Shanghai und Baotou. Die Longhai-Bahn verbindet Lanzhou mit Westchina bis nach Lianyungang. Die Lanxin-Bahn reicht bis Ürümqi und verbindet Lanzhou von dort mit Kasachstan und Mitteleuropa. Sie ist die wichtigste Zugverbindung der Region Xinjiang zum Rest Chinas. Seit 2006 besteht über die Lanqing-Bahn eine Verbindung zur tibetischen Hauptstadt Lhasa. Die 2188 Kilometer lange Strecke wird in knapp 28 Stunden zurückgelegt. Die Zwischenhalte sind Xining, Delhi, Golmud, Amdo, Nagqu und Damxung. Im Juni 2019 nahm die U-Bahn Lanzhou den Probebetrieb auf.
Straße
Lanzhou ist mit dem Umland verbunden. Weiterhin liegt es an den Fernstraßen 212 von Lanzhou nach Chongqing, 213 von Lanzhou nach Mohan in Yunnan und 312 von Shanghai nach Yining in Xinjiang.

## Städtepartnerschaften
| Stadt       | Land                   | seit           | Quelle |
| ----------- | ---------------------- | -------------- | ------ |
| Akita       | Japan                  | August 1982    | [ 12 ] |
| Aşgabat     | Turkmenistan           | Mai 1992       | [ 12 ] |
| Albuquerque | Vereinigte Staaten     | April 1996     | [ 12 ] |
| Young Shire | Australien             | August 1997    | [ 12 ] |
| Hachinohe   | Japan                  | April 1998     | [ 13 ] |
| Pensa       | Russland               | September 1998 | [ 12 ] |
| Nouakchott  | Mauretanien            | September 2000 | [ 12 ] |
| Chorley     | Vereinigtes Königreich | September 2000 | [ 12 ] |

Quelle:

## Persönlichkeiten
- Zhang Xuezhong (* 1943), Politiker